# Rasm Anz
Rasm Anz (tiếng Ả Rập: رسم العنز) là một ngôi làng Syria nằm ở Al-Hamraa Nahiyah ở huyện Hama, Hama. Theo Cục Thống kê Trung ương Syria (CBS), Rasm Anz có dân số 379 người trong cuộc điều tra dân số năm 2004.